# Police royale irlandaise

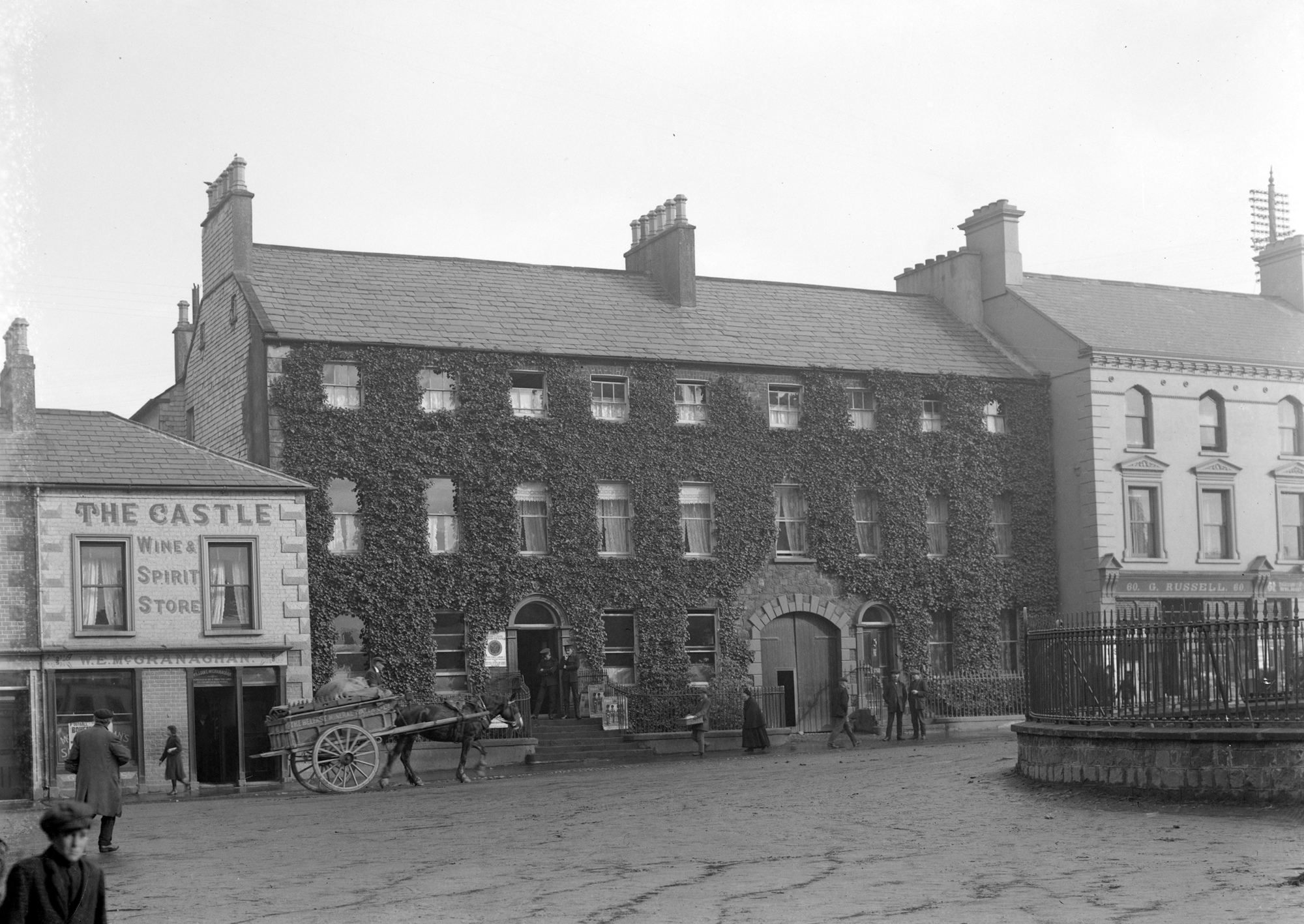
Poste du Constabulary, Lurgan (le bâtiment couvert de lierre), environ 1914. Ce poste sera détruit par une bombe de l'IRA en 1973.

La police royale irlandaise (anglais : Royal Irish Constabulary, RIC) a été créée par le Royaume-Uni de Grande-Bretagne et d'Irlande en 1822 pour maintenir l'ordre en Irlande. Elle comptait plus de 8 600 policiers en 1841.
La RIC était composée uniquement d'hommes. Durant la majeure partie de son histoire, la composition ethnique et religieuse de la RIC respectait celle de la population irlandaise (environ trois-quarts de catholiques et un-quart de protestants), même si les protestants anglo-irlandais étaient surreprésentés parmi les officiers supérieurs.
Elle participa aux côtés des loyalistes, de l'armée britannique et des Black and Tans à la guerre d'indépendance irlandaise. Elle est supprimée en 1921 pour renaitre en Irlande du Nord (Ulster) en 1922 comme police royale de l'Ulster (RUC).